# Seznam inkovskih vladarjev
Seznam 13 inkovskih vladarjev.

## Hurin Qusqu
1. Manqu Qhapaq (Manku Qhapaq) (okoli 1200)
2. Sinchi Ruq'a (Sinchi Ruqa) (okoli 1230)
3. Lluq'i Yupanki (Lluqi Yupanki) (okoli 1260)
4. Mayta Qhapaq (okoli 1290)
5. Qhapaq Yupanki (okoli 1320)

## Hanan Qusqu
1. Inka Ruq'a (Inka Ruqa) (okoli 1350)
2. Yawar Waqaq (okoli 1380)
3. Wiraqucha Inka (Wira Qucha Inka) (1438-1471)
4. Pacha Kutiq Inka Yupanki (1438-1471)
5. Tupaq Inka Yupanki (1471-1493)
6. Wayna Qhapaq (1493-1527)
7. Waskar (Waskhar) (1527-1532)
8. Ataw Wallpa (1527-1533)
9. Tupaq Wallpa (1533)

## Willkapampa
1. Manqu Qhapaq iskay ñiqin (1533-1544)
2. Sayri Tupaq (1544-1561)
3. Titu Kusi Yupanki (1561-1570)
4. Tupaq Amaru (1570-1572)